# Leonardo Bruno (jornalista)
Leonardo Bruno Passos Ferreira (Rio de Janeiro, 18 de julho de 1980) é um jornalista, escritor, roteirista, dramaturgo e comentarista de carnaval.
Desde 2020 é comentarista das transmissões de carnaval da TV Globo, começando inicialmente na Série Ouro e, a partir de 2024, nos desfiles do Grupo Especial do Rio de Janeiro. Atuou por 17 anos como jornalista no Grupo Globo, como repórter, editor de Cultura, titular da coluna "Roda de Samba" no Jornal Extra e gerente de projetos. Tem oito livros publicados, sempre na área de música e cultura popular.
Assina o roteiro do filme Andança: Os Encontros e as Memórias de Beth Carvalho. É autor do musical de teatro "Leci Brandão - Na palma da mão". Dirigiu e escreveu a série "O Samba Me Criou", disponível na Globoplay. Fez a criação do espetáculo de celebração do Bicentenário da Independência, na reinauguração do Museu do Ipiranga, em São Paulo.
É jurado do Estandarte de Ouro, prêmio do Jornal O Globo aos melhores do carnaval carioca, desde 2013. Idealizador do "Carnaval Histórico", do jornal Extra, também foi responsável pelo resgate da eleição do "Cidadão Samba". É pesquisador/orientador do grupo de pesquisa "Observatório de Carnaval" (OBCAR), do Museu Nacional (UFRJ).

## Carreira

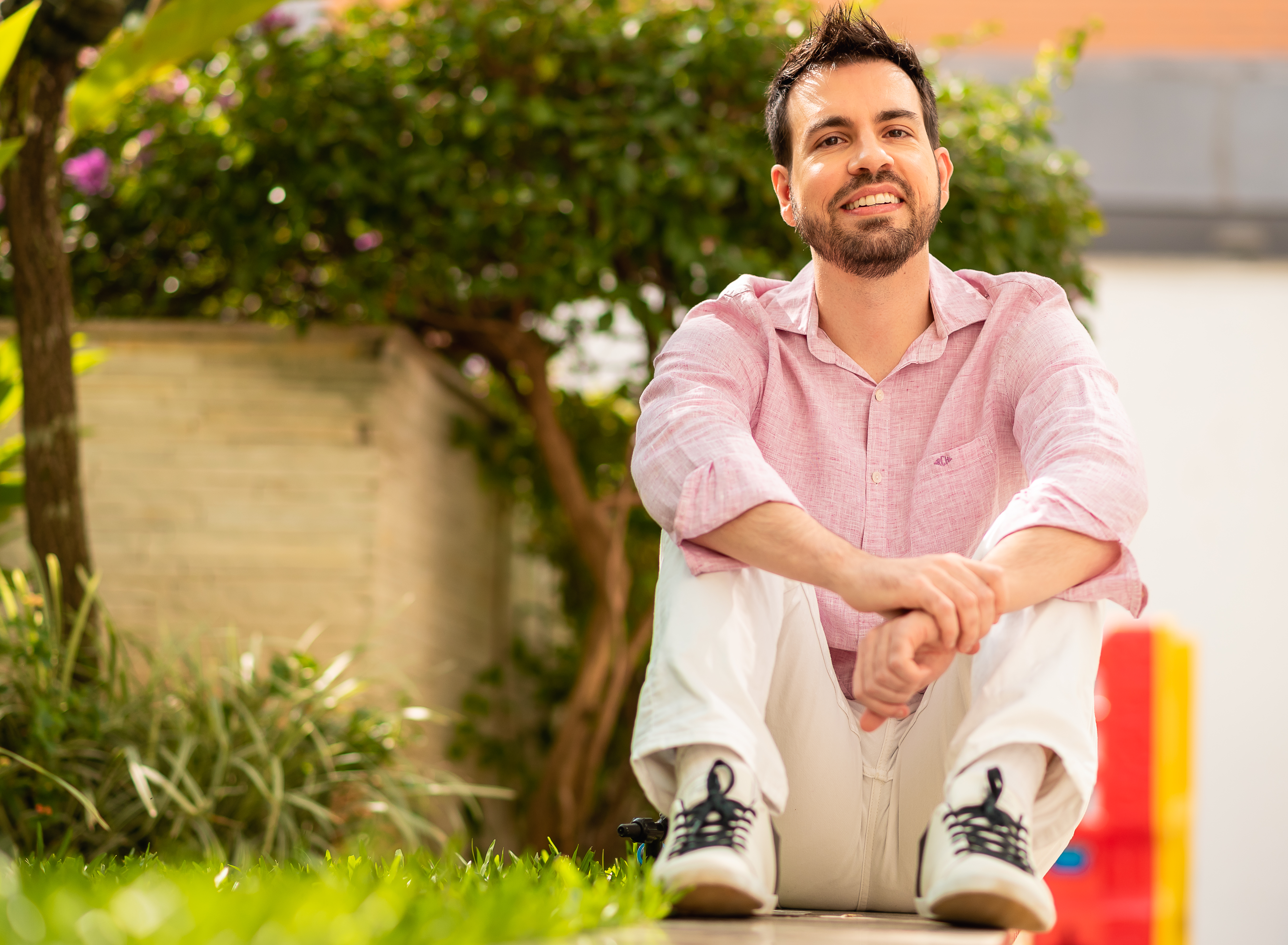
Divulgação do livro "Canto de Rainhas"

### Livros
- "Canto de Rainhas"[7] (Editora Agir, 2021)
- "Zeca Pagodinho - Deixa o Samba me Levar"[8] (Sonora Editora, 2014)
- "Três Poetas do Samba-Enredo"[9] (Cobogó, 2021)
- "Beth Carvalho - De Pé no Chão"[10] (Cobogó, 2022)
- "Explode, coração - Histórias do Salgueiro"[11] (Verso Brasil Editora, 2013)
- "Cartas para Noel - Histórias da Vila Isabel"[12] (Verso Brasil Editora, 2015
- "Histórias da Portela: 100 Anos de Glórias"[13] (Carnavalize, 2023)
- "Uma Vida de Luta"[14] (Máquina de Livros, 2018)

### Cinema
- "Andança: Os Encontros e as Memórias de Beth Carvalho"[15]

Roteiro: Leonardo Bruno e Pedro Bronz / Direção: Pedro Bronz / Produção: TV Zero

### Teatro
- "Leci Brandão - Na Palma da Mão"[16]

Texto: Leonardo Bruno / Direção: Luiz Antônio Pilar

### Televisão
- "O Samba Me Criou"[17]

Roteiro e direção: Leonardo Bruno

### Comentarista de Carnaval
- TV Globo (2020 a 2022; desde 2024)
- Band (2023)
- TV Brasil (2017 e 2018)

### Eventos
Já fez roteiros para eventos como o Réveillon de Copacabana, o Show do Desfile das Campeãs, o Projeto Aquarius, o Prêmio Extra de Televisão, o Bicentenário da Independência (reinauguração do Museu do Ipiranga/SP) e o Rio Gastronomia.
Como mestre de cerimônias, atuou no Estandarte de Ouro,
no Prêmio Sou de Niterói, no Educação 360, entre outros.
Foi criador do "Carnaval Histórico", pelo qual ganhou o Prêmio Sambanet em 2012 (também recebeu o troféu nas edições de 2001 e 2011, por sua atuação como jornalista de carnaval)